# Мубарак Вакасо
Мубара́к Вакасó (англ. Mubarak Wakaso; нар. 25 липня 1990 року, Тамале, Гана) — ганський футболіст. Півзахисник збірної Гани та грецького «Панатінаїкоса».

## Титули і досягнення
- Срібний призер Кубка африканських націй: 2015